# Witte ruis
Witte ruis is een signaal waarvoor geldt dat in het frequentiespectrum de gemiddelde amplitude voor iedere frequentie gelijk is. Witte ruis komt onder andere voor als thermische ruis in weerstanden. Het is het geluid dat te horen is als een (oude) televisie geen signaal ontvangt.
Witte ruis werd mogelijk ook gebruikt bij het verhoren alsmede het uit de slaap houden van gedetineerden in Irak door Nederlandse militairen. Ook kan witte ruis ingezet worden als onderdeel van sensorische deprivatie.